# Музиль-Бороздина, Варвара Петровна
Варвара Петровна Музиль (урожд. Пино́; 3 (15) июля 1853, Москва — 12 марта 1927, там же) — русская актриса, представитель династии Бороздиных — Музилей — Рыжовых.

## Биография

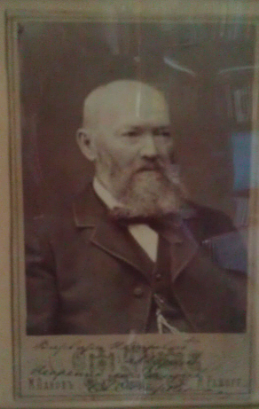
Фото с автографом Варваре Петровне Музиль Искренней любовью А. Островский.

Родилась в Москве в артистической семье главного машиниста Большого театра Пьера Пино и актрисы Малого театра Варвары Васильевны Бороздиной. Варвара Васильевна, и её сестра Евгения были известными артистками Малого театра современницами Васильева, Шумского, Самарина, Живокини, Медведевой, Никулиной-Косицкой. А. Н. Островский был большим поклонником таланта В. В. Бороздиной и её другом и поэтому актриса играла во всех пьесах Островского, которые он в её годы создал как, например, Липочку в «Свои люди—сочтемся», Варвару в «Грозе», Ульяну в «Воеводе», Жмигулину в «Грех да беда на кого не живет».
Отец умер рано, от разрыва сердца, когда дочери было всего три года. Когда Варваре Петровне исполнилось 12 лет, умерла её мать в 38 лет, а через год умерла её тетка, актриса Малого театра Евгения Васильевна Бороздина 2-я и Варенька осталась круглой сиротой.
Семи лет в 1862 году была отдана в балетный класс Московского театрального училища, где воспитанницы учились научным предметам и балетным танцам, так как по окончании школы выпускались в балет, и только очень немногие, обладавшие драматическими способностями, поступали в Малый театр. Её одноклассницей была в ту пору Мария Николаевна Ермолова. С ней, по воспоминаниям Варвары Петровны, две подруги, накинув белые простыни, представляли в своих импровизированных спектаклях древних римлянок и гречанок.
Из воспоминаний народной артистки СССР В. Н. Рыжовой:

Моей матери дан был дебют в Малом театре, когда ей исполнилось 16 лет (в 1870). Дебютировала она в «Пансионерке», и А. Н. Островский перед дебютом благословил её, так как принимал в ней участие. Конечно, можно себе представить, как должна была волноваться дебютантка перед выходом на сцену; тут обратил на неё внимание и дал ей стакан воды, чтобы как-нибудь её успокоить, тогда ещё молодой артист, но уже любимец публики — Николай Игнатьевич Музиль, мой будущий отец. С этого стакана воды и начался роман между ними. Дебют прошёл блестяще, и дебютантка была принята на службу в Малый театр, где ей предсказывали большую будущность. Так как мать была круглой сиротой, то Н. И. Музилю пришлось просить её руки у директора театра Пельта. Разрешение было дано, и молодые венчались в домовой церкви школы, где воспитывалась моя мать.
Нас, детей, было семь человек, и вследствие большой семьи не пришлось осуществить надежды, которые возлагались на мою мать как на артистку. Она всю себя отдала семье и выступала не так часто, как бы ей надо было по её дарованию.
Прослужив 20 лет, она ушла со сцены".
Семья Музиль, Варвара Петровна и Николай Игнатьевич, продолжили дружбу с А. Н. Островским, начатую ещё матерью Варвары Петровны, В. В. Бороздиной — драматург часто приглашал их с мужем к себе в имение Щелыково, где выделил им отдельный флигель.
Умерла в 1927 году. Похоронена на Ваганьковском кладбище (12 уч.). Могила находится под охраной Всероссийского театрального общества.

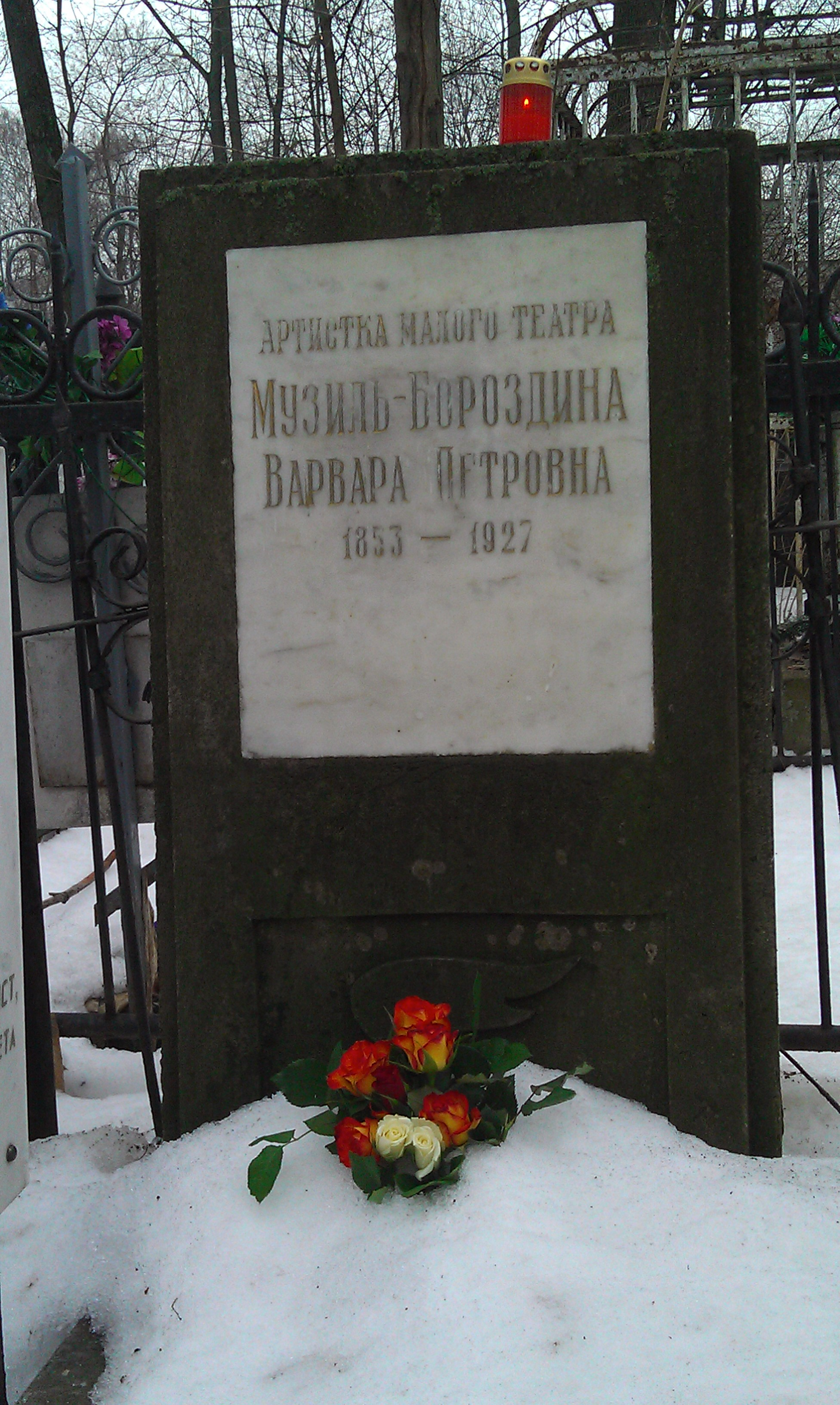
Надгробие установленное на могиле Бороздиной на Ваганьковском кладбище города Москвы.

## Семья
- Мать — Варвара Васильевна Бороздина «Бороздина 1-я», актриса Малого театра.
- Отец — Пьер Пино, машинист сцены Большого театра.
- Супруг — Николай Игнатьевич Музиль, актёр Малого театра, заслуженный артист императорских театров, Российская Империя.
- Дочь — Варвара Николаевна Рыжова, актриса Малого театра, народная артистка СССР.
- Внук — Рыжов Николай Иванович, актёр Малого театра, народный артист СССР

## Роли в театре
- 1866 — «Жених нарасхват» Д. Т. Ленского